# Anolis williamsmittermeierorum
Espèce
Synonymes
- Dactyloa williamsmittermeierorum (Poe & Yañez-Miranda, 2007)

Anolis williamsmittermeierorum est une espèce de sauriens de la famille des Dactyloidae. 

## Répartition
Cette espèce est endémique du Pérou.

## Étymologie
Cette espèce est nommée en l'honneur de Ernest Edward Williams et Russell Alan Mittermeier.

## Publication originale
- Poe & Yañez-Miranda, 2007 : A new species of Phenacosaur Anolis from Peru. Herpetologica, vol. 63, no 2, p. 219-223.